# Höghöjdslungödem
Höghöjdslungödem eller HAPE (eng. high-altitude pulmonary edema) är en höghöjdssjukdom som drabbar lungorna och som gör dem vätskefyllda på grund av det låga lufttrycket på högre höjd och den syrebrist som detta medför. Vanligen krävs höjder på över 2500 m för att drabbas, vilka som drabbas styrs delvis genetiskt. Syrgas är ett sätt att förhindra HAPE liksom acklimatisering inför höghöjdsbestigningar. Vid akuttillstånd ges exempelvis medicinerna nifedipin, dexametason och acetazolamid men det gäller i första hand att förflytta personen till en lägre höjd där lufttrycket och syrenivån är högre.
Symptomen på höghöjdslungödem inkluderar: lätt blåfärgad hy (cyanos), andningssvårigheter (även vid vila), bröstpänningar, ihållande hosta som för upp vit eller rosa skummande väska (sputum), samt svaghetskänsla och trötthetssymptom. Dessa symptom kan uppkomma efter ett par dagars vistelse på hög höjd. Om tillståndet inte behandlas omedelbart kan det vara dödligt.
För att behandla höghöjdslungödem bör den drabbade personen genast ta sig ner till en lägre höjd, ta något av de läkemedel som nämnts ovan samt andas in syre på flaska (om sådan finns tillgänglig). Läkemedel såsom nifepidin kan lindra bröstspänningarna och underlätta andningen. Snarast möjligt bör den drabbade söka professionell medicinsk vård för att få uppföljande behandling.